# Riera de Merola
La Riera de Merola és un corrent fluvial de la comarca comarca del Berguedà, afluent del Llobregat per la dreta, Neix prop de Sant Joan de Montdarn, entre els termes de Viver i Serrateix i Casserres. Després de fer de termenal entre els termes de Viver i Serrateix i Puig-reig, desemboca al Llobregat poc abans de l'Ametlla de Merola. Té com a afluents, per la dreta, la riera de la Fou, el torrent de la Barraca i el torrent de Vilaferrans; i per l'esquerra la riera de Camadall, el torrent de Montoliu, el torrent de Filomera i el torrent de la Reia.

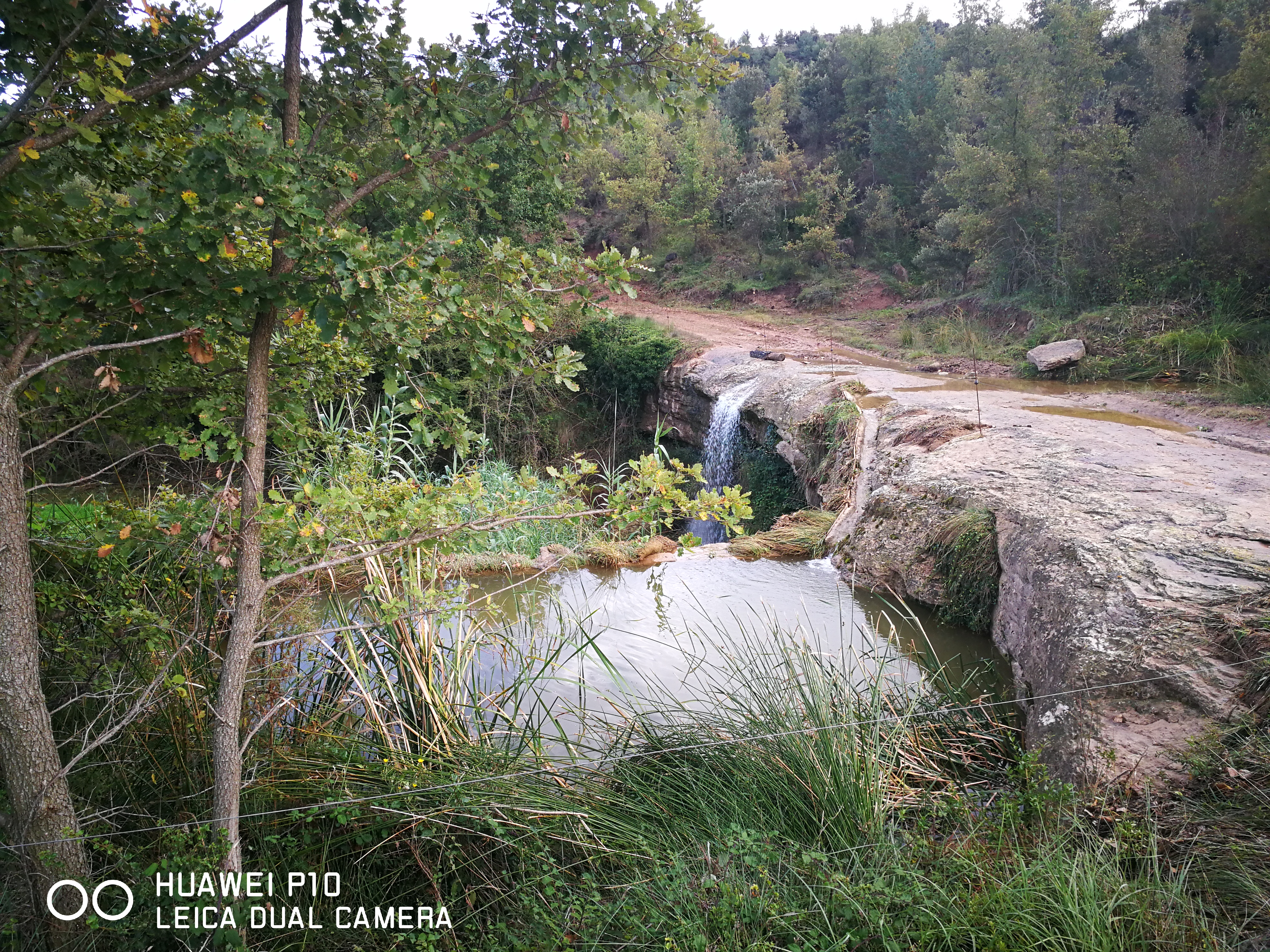
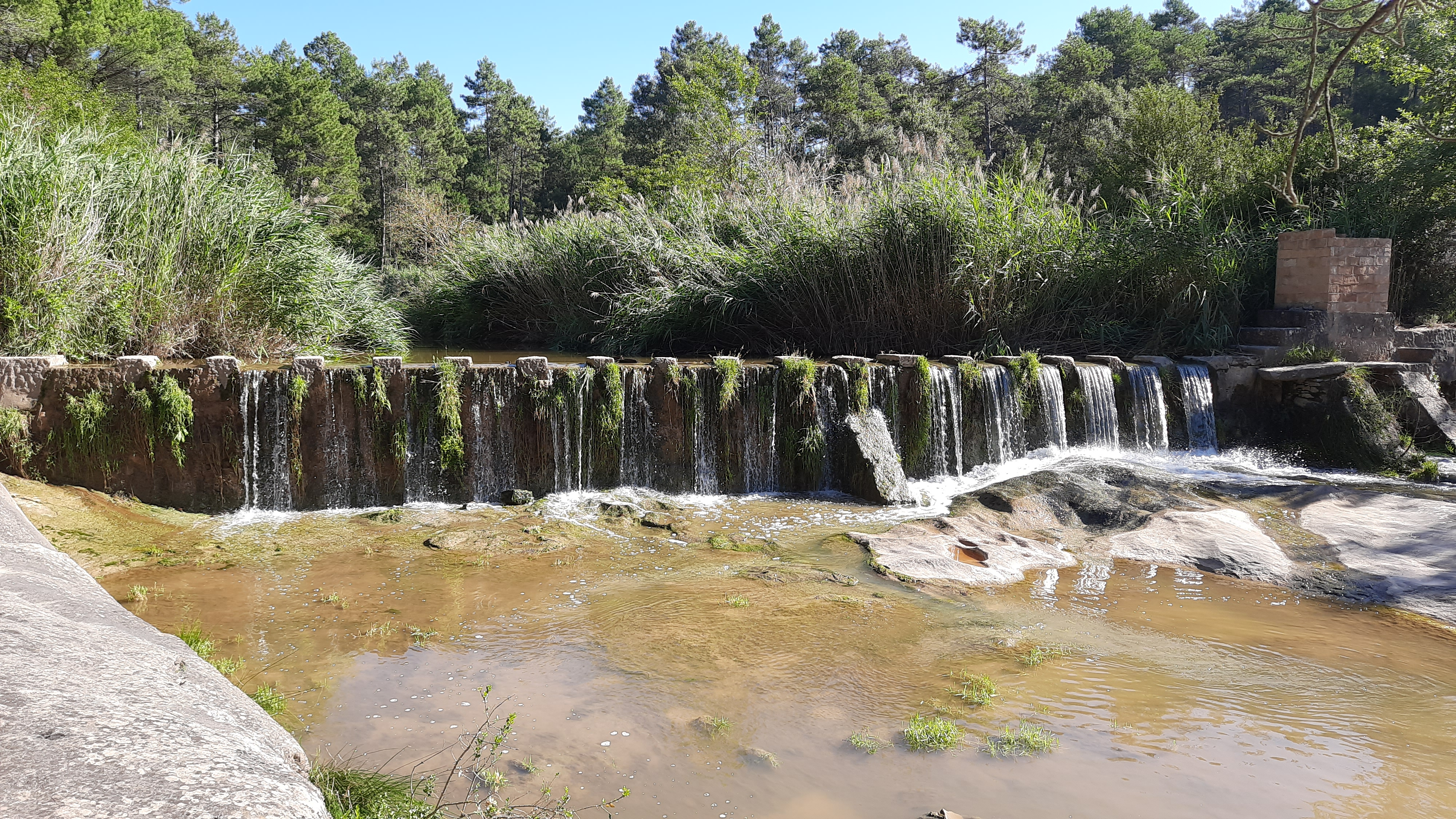
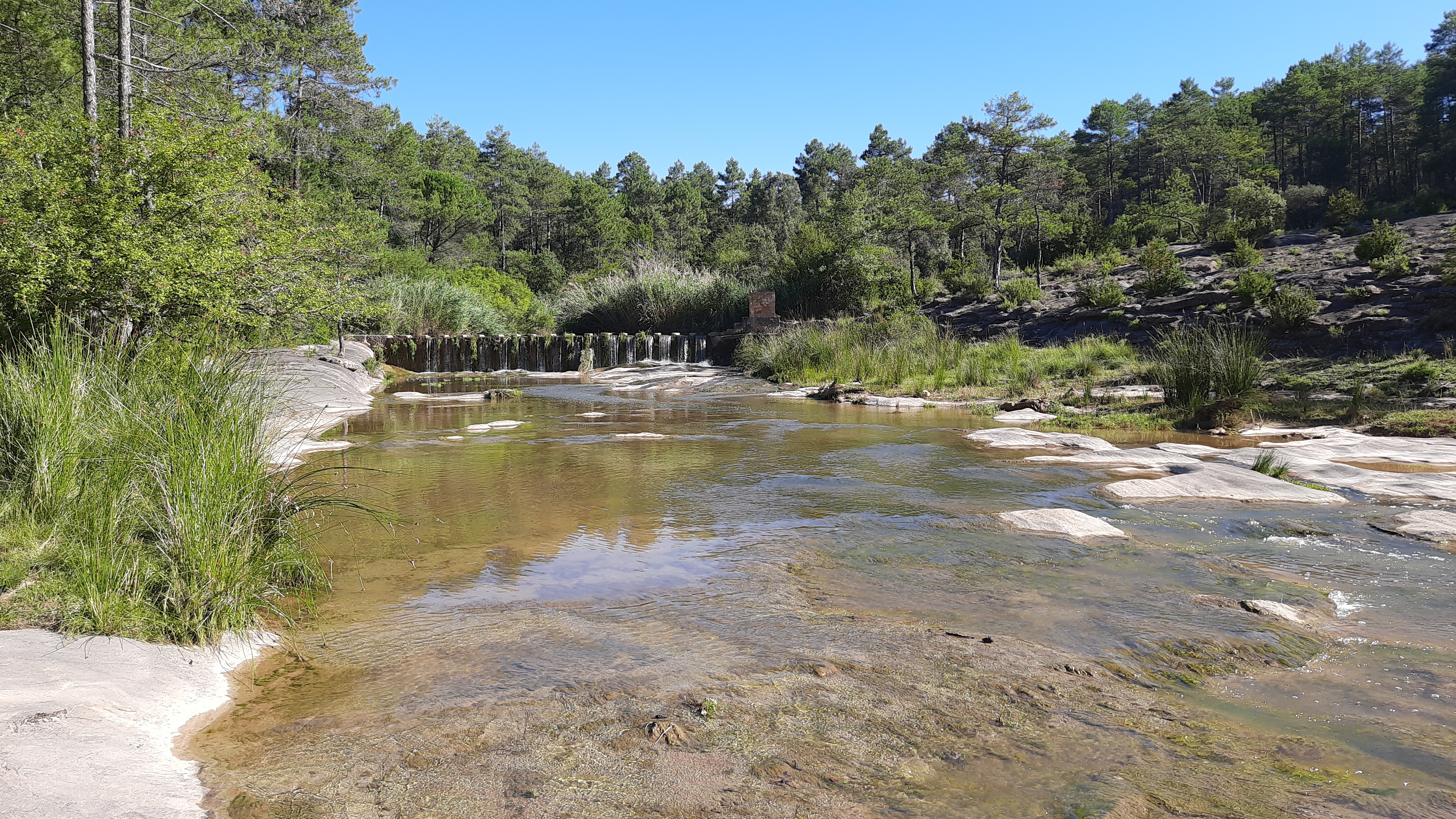
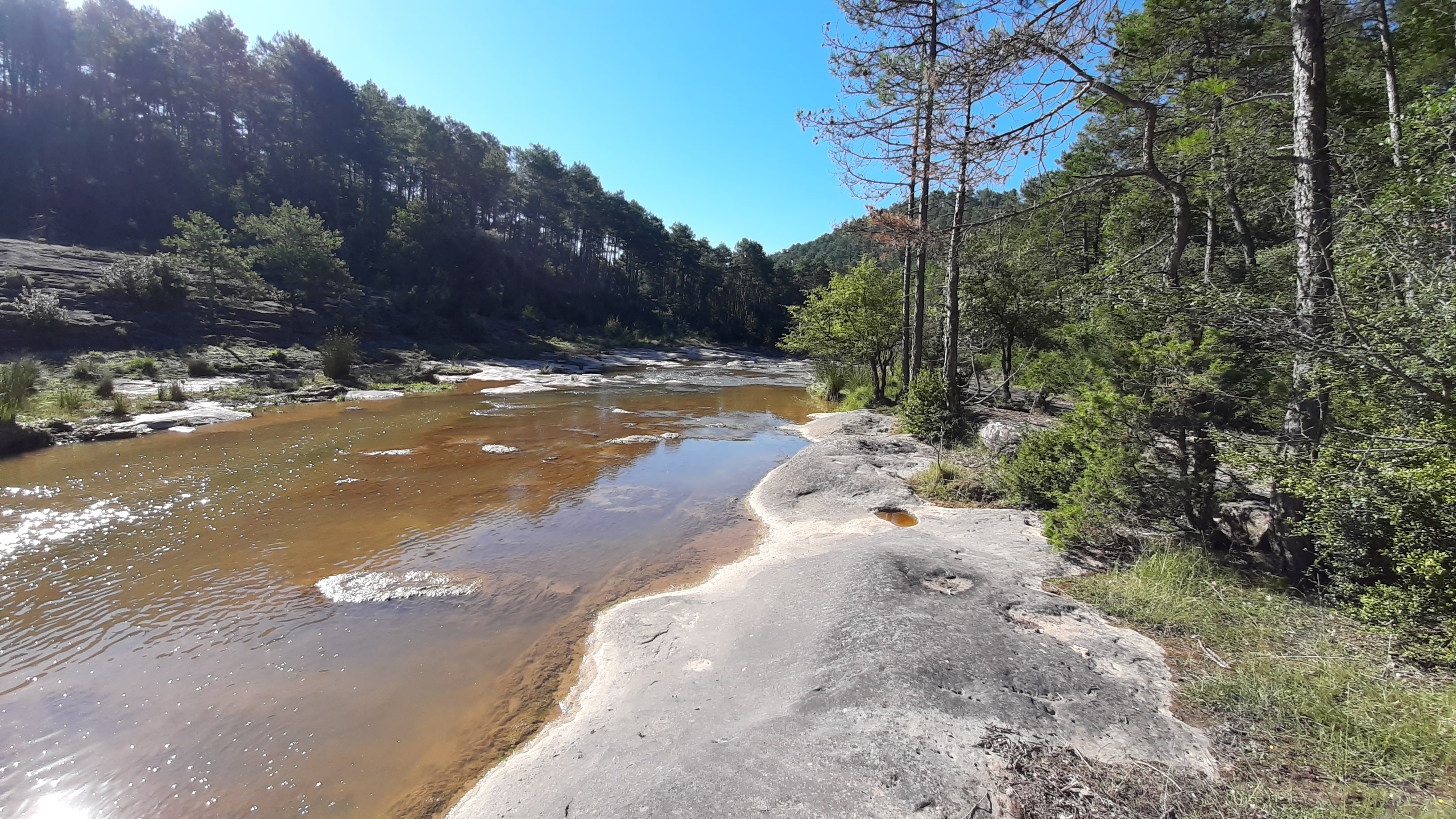